# Нимченко, Василий Иванович
Василий Иванович Нимченко (укр. Василь Іванович Німченко; род. 13 сентября 1950 года, с. Загородище, Чернобаевский район, Черкасская область) — народный депутат Украины 8-го и 9-го созывов. Судья Конституционного Суда Украины в отставке. Генерал-полковник юстиции Вооруженных сил Украины. Кандидат юридических наук (1989).

## Биография
Высшее образование получил в Харьковском юридическом институте, который окончил в 1976 году. В 1976—1981 годах был народным судьей Подольского районного суда в Киеве, судьей Киевского городского суда, председателем Печерского районного суда столицы. В 1981—1987 годах занимал пост председателя Печерского районного суда города Киев. В 1987—1989 годах работал старшим консультантом Президии Верховного Совета УССР. В 1990—1996 годах был судьей Верховного суда. С 1995 года — судья военной коллегии Верховного суда.  В 1996—2005 годах — судья Конституционного суда Украины, в 1996—1999 замглавы Конституционного суда.
В 1997—2005 — находился на посту председателя редакционного совета «Вестник Конституционного Суда Украины».
После 2005 - постоянный представитель Кабинета Министров Украины в Конституционном Суде Украины. На осенних парламентских выборах 2014 года избран народным депутатом Украины по общегосударственному многомандатному избирательному округу. Был № 25 в избирательном списке партии «Оппозиционный блок». После принесения присяги вступил в депутатскую фракцию «Оппозиционный блок». Имеет высшее образование.
18 января 2018 года был одним из 36 депутатов, голосовавших против Закона о признании украинского суверенитета над потерянными территориями Донецкой и Луганской областей.
Заместитель председателя ОО «Украинский выбор – право народа», который возглавляет Виктор Медведчук.
2019 г. - народный депутат 9-го созыва, политическая сила «Оппозиционная платформа - За жизнь» (Член политического совета партии).

## Семья
Женат. Воспитал двоих сыновей